# 세종북부소방서
세종북부소방서(世宗北部消防署, Seojong Buk Fire Station)는 세종특별자치시의 북부권역을 관할하는 세종특별자치시 소방본부 산하의 소방서이다. 2015년 6월 29일에 신설되었다.
소방서장은 소방정으로 보한다.

## 조직

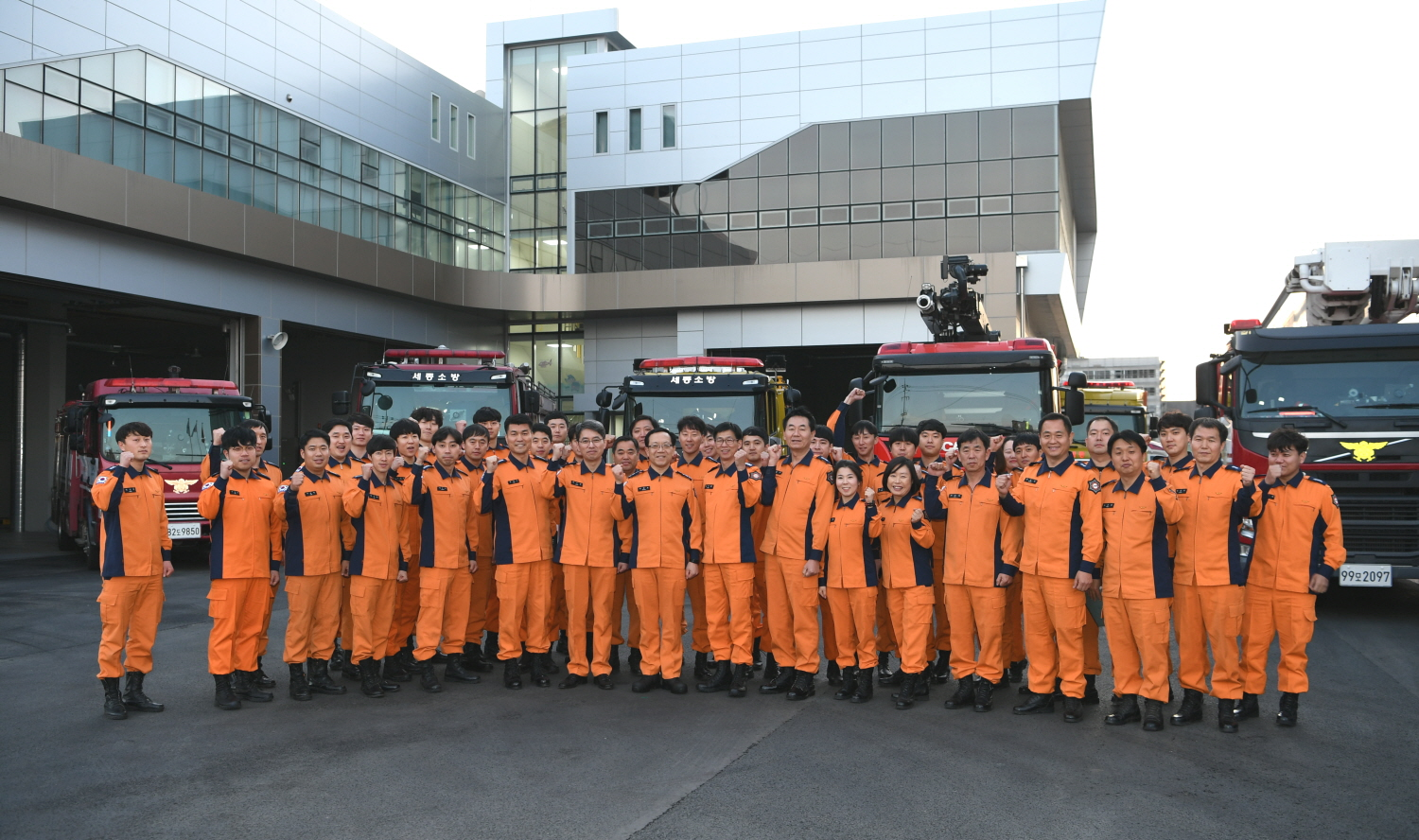
2019년 소방청장 정문호 현장점검

- 소방행정과
- 대응예방과

## 관할센터 및 관할구역
조치원소방서는 3개의 119안전센터와 1개의 구조대를 산하에 두고 있다.
| 명칭                   | 사진 | 주소                  | 관할구역                                                 | 지역대          |
| ---------------------- | ---- | --------------------- | -------------------------------------------------------- | --------------- |
| 조치원119안전센터      |      | 조치원읍 세종로 2439  | 조치원읍                                                 | 원리119지역대   |
| 전의119안전센터        |      | 전의면 서정길 46-6    | 전의면, 소정면                                           | 소정면119지역대 |
| 부강119안전센터        |      | 부강면 청연로 7       | 부강면, 연동면                                           | 연동면119지역대 |
| 연서119안전센터        |      | 연서면 도신고복로 306 | 연서면, 전동면                                           | 전동면119지역대 |
| 조치원소방서 119구조대 |      | 조치원읍 세종로 2439  | 조치원읍, 연서면, 전의면, 소정면, 전동면, 부강면, 연동면 |                 |

## 같이 보기
- 대한민국 소방청
- 대한민국의 소방
- 대한민국 소방공무원